# 連載小説
連載小説（れんさいしょうせつ）は、1つの主題による作品を複数回に分けて発表し続ける小説の形式。
長編小説などがこの形態をとることがある。また、この分野は雑誌・新聞・ウェブサイト・携帯メールなど、発表する際のメディアの形態に依存することも多い。この分野で発表される作品には名作も数多く見られる。代表としては戦前に新聞連載された吉川英治『宮本武蔵』など。

## 欧米の連載小説
19世紀、小説の発表形式には最初から書籍として発表する場合、雑誌連載あるいは新聞連載で後に書籍とする場合、月刊分冊（monthly parts）の場合があった。
特にフランスでは新聞連載の小説は「ロマン・フィユトン」と呼ばれ大衆小説を担っていた。

## 日本の連載小説
新聞連載小説の嚆矢とされるのは、明治時代の小説家、前田香雪が1875年（明治8年）に発表した『岩田八十八の話』であるとされる。